# Min bedstefar er en stok
Min bedstefar er en stok er en børnefilm fra 1968 instrueret af Astrid Henning-Jensen efter eget manuskript. Filmen er baseret på novellen "Av en født forbryters dagbok" af den norske forfatter Johan Borgen.

## Handling
Jacob er tre år, og hans forældre er 'moderne". Det vil sige, at de prøver at forklare det lille geni, hvad han må og ikke må. Han forstår naturligvis ikke et pluk og giver sig frit til at vælte tallerkner, åbne for gashanen osv. i en leg, som desværre kræver husets mest farlige elementer. Bedstefar ligger på loftet og dør, men ved begravelsen glemmer de hans stok. For Jacob er stokken mere bedstefar end bedstefar selv.